# 35222 Delbarrio
35222 Delbarrio è un asteroide della fascia principale. Scoperto nel 1994, presenta un'orbita caratterizzata da un semiasse maggiore pari a 2,3066931 UA e da un'eccentricità di 0,0590132, inclinata di 7,19331° rispetto all'eclittica.